# ألفريدو كاردونا بينيا
ألفريدو كاردونا بينيا (بالإسبانية: Alfredo Cardona Peña)‏ هو كاتب خيال علمي كوستاريكي، ولد في 1917، وتوفي في 1995.